# Rehoboth-Stadt (West)
Rehoboth-Stadt West (englisch Rehoboth Urban West) ist ein Wahlkreis in der Region Hardap in Namibia. Er umfasst alle Stadtgebiete der Stadt Rehoboth westlich der Nationalstraße B1, die Stadtgebiete östlich davon zählen zum Wahlkreis Rehoboth-Stadt (Ost).
Der Wahlkreis hat knapp 12.000 Einwohner (Stand 2023) auf einer Fläche von 325 Quadratkilometern.

## Wahlen
| Wahl | Name            | Partei | Stimmenanteil |
| ---- | --------------- | ------ | ------------- |
| 1992 |                 |        |               |
| 1998 | Petrus Benz     | DTA    | 84,6 %        |
| 2004 | Theo Diergaardt | SWAPO  | 51,1 %        |
| 2010 | Theo Diergaardt | SWAPO  | 52,2 %        |
| 2015 | Laurena Christ  | UPM    | 54,7 %        |
| 2020 | Harald Kambrude | LPM    | 36,9 %        |